# Orientalismo in Puccini
L'interesse per i paesi esotici in Europa, noto come orientalismo, nasce nel Settecento all'interno della cultura illuminista francese, con la pubblicazione di diari di viaggio che originano curiosità e fascinazione per mondi e civiltà differenti. Nel corso dell'Ottocento, con il Romanticismo, l'interesse per l'Oriente diventa pervasivo del gusto e della cultura dominanti.
L'orientalismo nelle opere di Giacomo Puccini rappresenta uno degli aspetti distintivi del suo stile compositivo, particolarmente evidente in opere come Madama Butterfly, Turandot e, in misura minore, La fanciulla del West. L'orientalismo pucciniano, più che una rappresentazione accurata delle culture orientali, riflette una visione romantica e idealizzata, carica di elementi simbolici, tipica dell'immaginario occidentale dell'epoca.

## Madama Butterfly

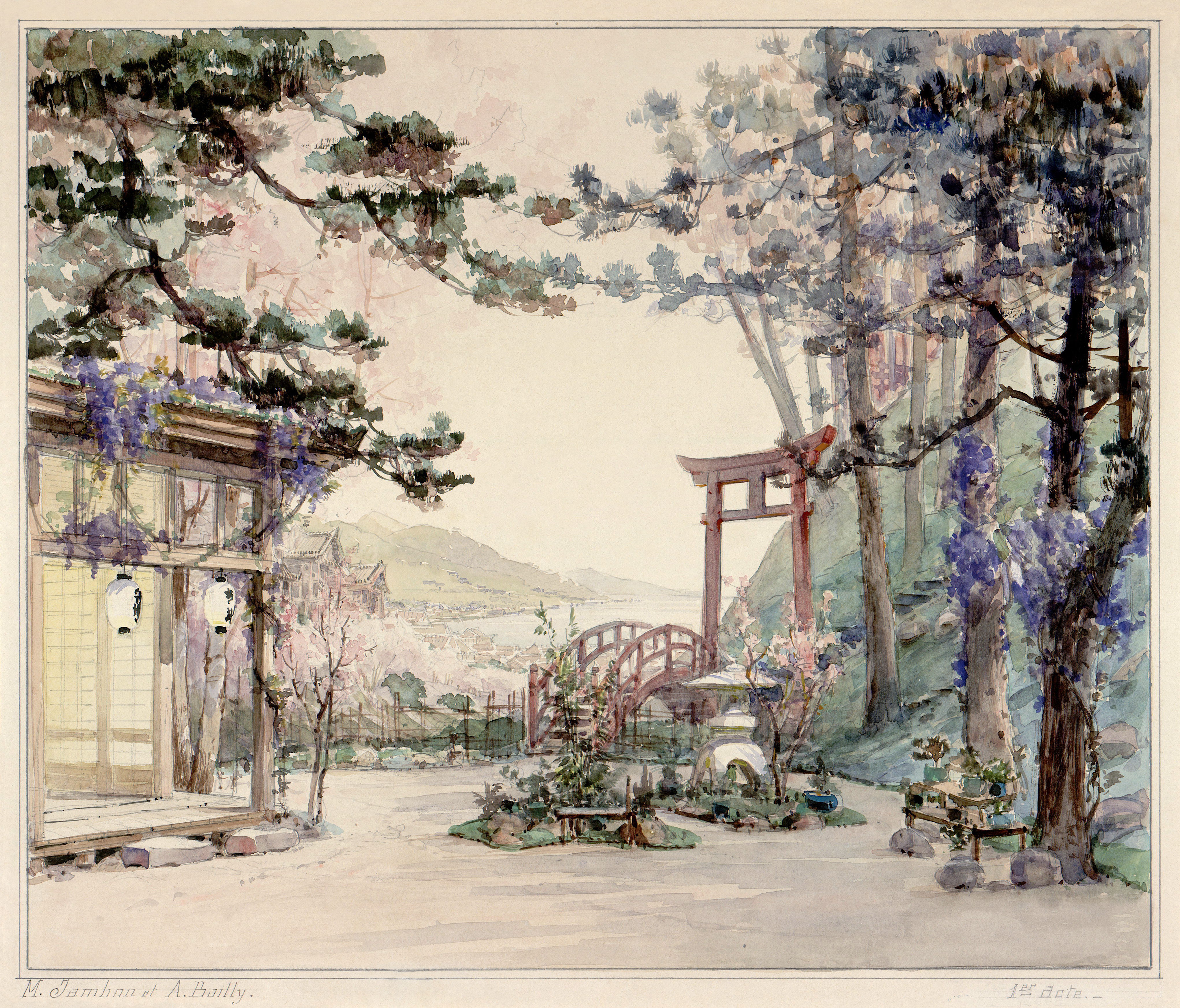
Bozzetto di Alexandre Bailly e Marcel Jambon per Madama Butterfly (1906)

Il Giappone era stato, fino a metà dell'Ottocento, poco noto in Europa, a causa della sua politica isolazionista, e fu solo con l'apertura dei porti del 1854 che la diffusione di oggetti d'arte giapponesi si intensificò rapidamente, tanto che l’interesse per il Giappone, con le sue raffinatezze culturali e stilistiche, finì per soppiantare quello per la Cina, che aveva dominato per secoli l’immaginario esotico dell’Occidente. 
Nel 1904 va in scena al Teatro alla Scala la prima assoluta di Madame Butterfly, per la cui composizione Puccini si era documentato a lungo, su usi e costumi, melodie e ritmo giapponesi, e chiedendo informazioni alla moglie dell'allora ambasciatore. L'editore Ricordi fornisce a Giuseppe Palanti, Vittorio Rota e Carlo Songa, rispettivamente costumista e scenografi, parecchio materiale iconografico, fotografie e stampe, per ricreare una scena quanto più possibile realistica.

## Turandot

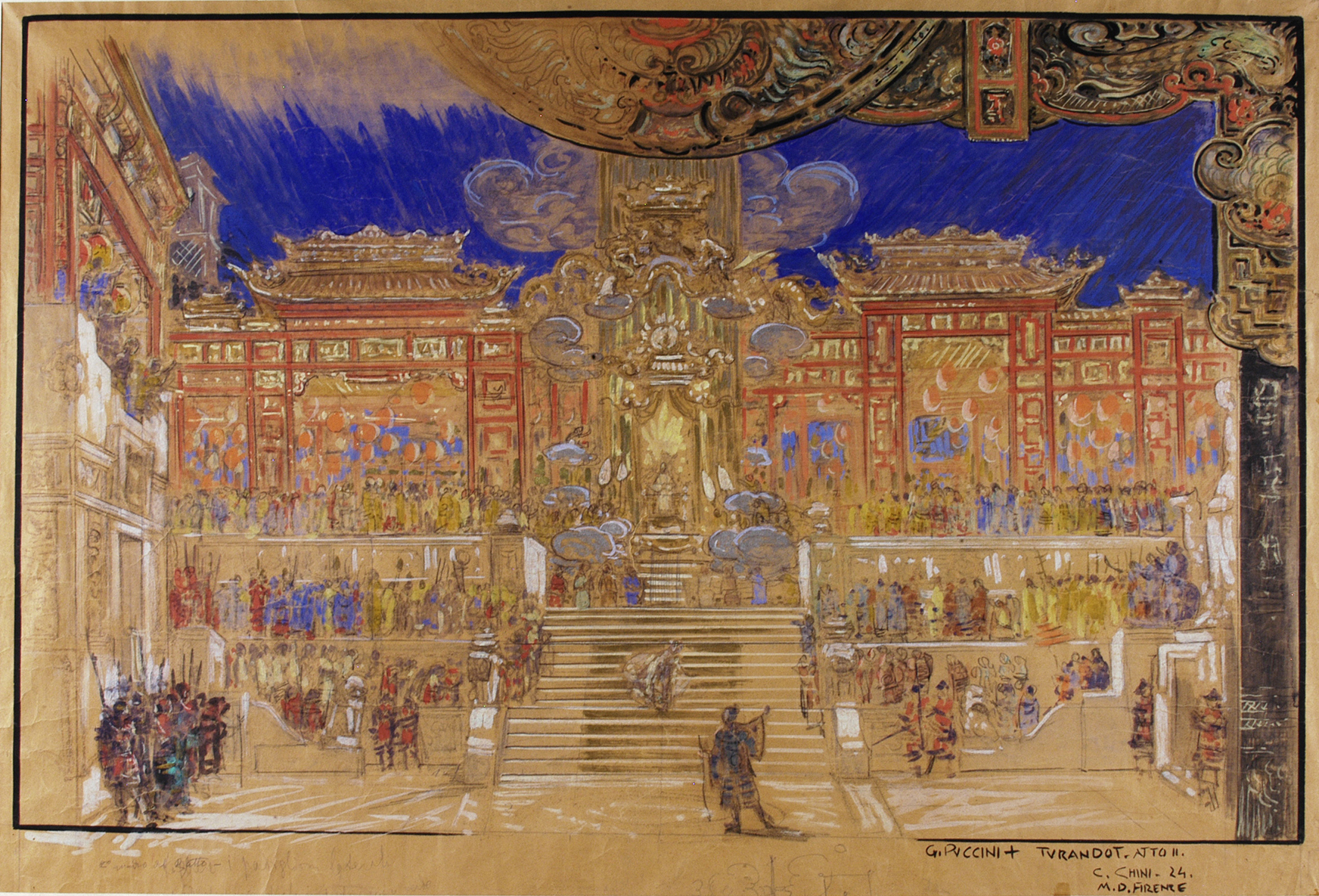
Bozzetto di Galileo Chini per Turandot, atto 2 scena 2 (1924)

Il libretto di Turandot è basato su una fiaba omonima di Carlo Gozzi, ambientata in Persia, che Puccini decide di ambientare invece in  Cina. La decisione matura all'interno del rapporto,che dal primo decennio del secolo, si sviluppa tra Puccini e Galileo Chini, artista tra i maggiori interpreti dello stile liberty in Italia, che fu profondamente influenzato dagli anni di soggiorno e lavoro trascorsi a Bangkok. Puccini incluse nella composizione riferimenti alla cultura asiatica, come l'utilizzo della scala pentatonica e di pezzi tradizionali cinesi, che poté ascoltare grazie al suo amico barone Fassini, console italiano in Cina; nella stesura definitiva della partitura è presente in particolare la canzone Mo Li Hua